# Sverre Berg-Johannesen
Sverre Berg-Johannesen (Stavanger, 14 oktober 1902 - Aldaar, 26 mei 1954) was een Noors voetballer die bij voorkeur speelde als aanvaller.   

## Carrière
Berg-Johannesen is geboren in Stavanger waar hij is begonnen te voetballen bij Stavanger IF. Berg-Johannesen speelde zijn hele voetbalcarrière bij Stavanger IF. Berg-Johannesen maakte zijn debuut in Noorwegen voetbaleftal in 1927. Hij heeft 13 wedstrijden gespeeld en 3 doelpunten gescoord voor zijn nationale ploeg. In 1929 maakte hij ook debuut in Noorwegen voetbaleftal onder 23. Op 26 mei 1929 maakte Berg-Johannesen zijn debuut tegen Schotland. Schotland won de wedstrijd met 3-7.  Berg-Johannesen beeindigt zijn voetbalcarrière in 1931.
Berg-Johannesen overleed op 26 mei 1954.